# Draymond Green
Draymond Jamal Green (* 4. března 1990, Saginaw, Michigan, USA) je americký profesionální basketbalový hráč hrající v NBA za tým Golden State Warriors. Nosí číslo 23 a jeho pozice jsou power forward a pivot. Je trojnásobným šampionem NBA a trojnásobným NBA All-Star. V roce 2017 vyhrál defenzivní hráč roku NBA. Nejvíce bodů kterých kdy dosáhl bylo 53.

## Profesionální kariéra
Sezóna 2012/13

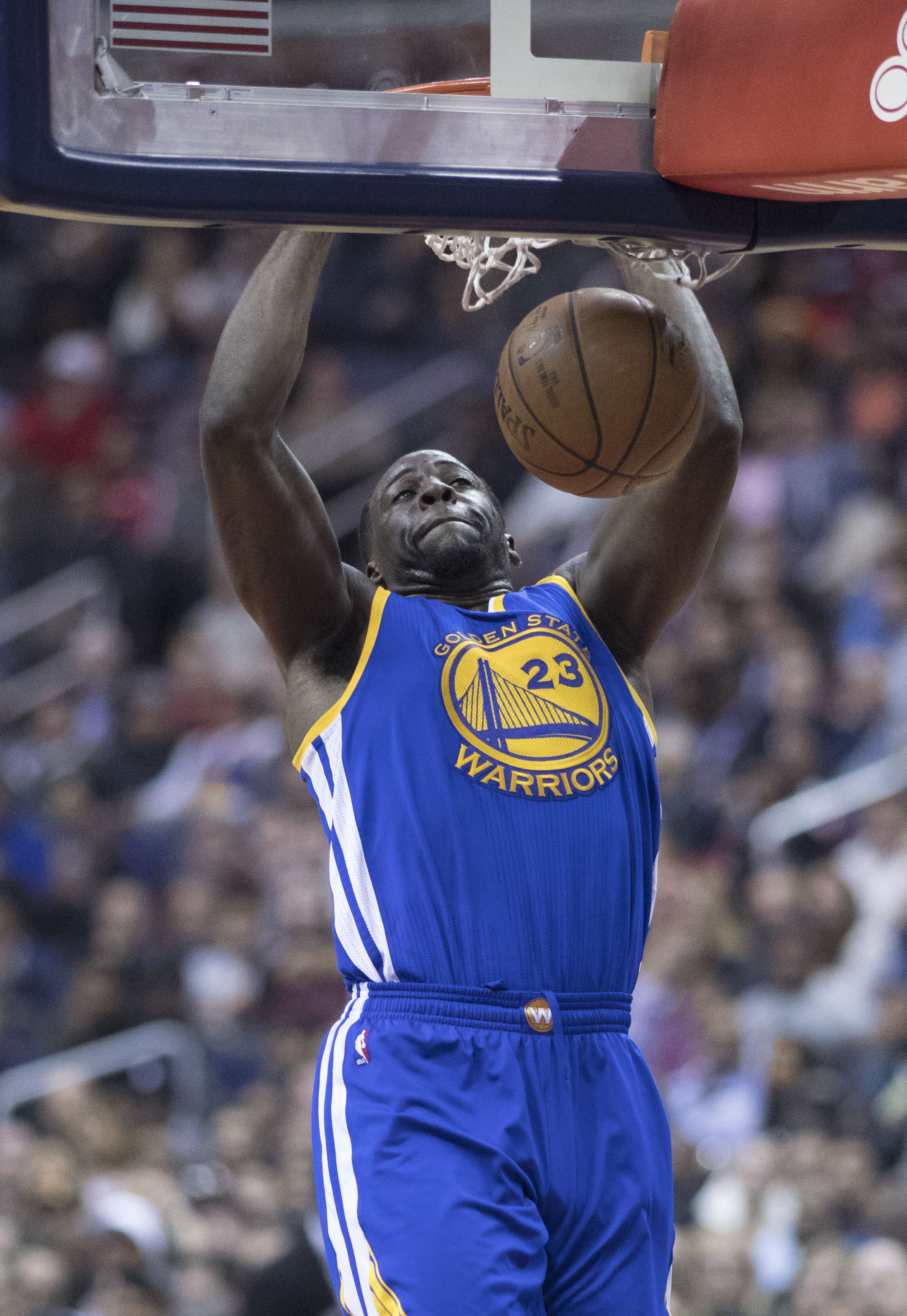
Draymond Green z Golden State Warriors skóruje v zápase proti Washington Wizards ve Verizon Center 28. února 2017 ve Washingtonu, DC

Draymond byl draftován do NBA jako 35. roku 2012 týmem Golden State Warriors. Dne 30. července 2012 podepsal tříletou smlouvu s Golden State Warriors na částku 2,6 milionu dolarů. Green hrál ze začátku pouhou 1 minutu .Poté, co na začátku sezóny získal pouze minimální čas hraní, do 22. listopadu hrál Green 15–20 minut na hru a do 9. prosince, protože Green získal větší roli v týmu, Warriors vyhráli 8/10 her. 12. prosince udělal Green výherní dvojtakt v 0,9 vteřiny ve hře Warriors '97–95. Ve hře 1 prvního kola play-off 2013 proti Denver Nuggets 20. dubna, obránce Nuggets Andre Miller obehrál Greena a udělal vítězný dvojtakt. Nuggets '97–95 vyhráli nad Warriors. Zlepšení jeho tříbodového procenta a ofenzivního výkonu v průběhu série, Green pomohl Warriors vyhrát první kolo v šesti hrách. 8. května Green odstartoval druhou hru z druhé sezóny Warriors proti San Antonio Spurs. Vítězství Warriors 100–91, prvním vítězstvím Warriors v San Antoniu od sezóny 1996–97, Green začal hrát na místě Festusa Ezeliho. Green hrál 32 minut a zaznamenal 5 bodů na 2 z 8 střel, 7 doskoků a 5 asistencí.
Sézóna 2013/14
Green ztratil v off season 2013 a ukázal zlepšení v tříbodové střelbě a obraně. 1. prosince 2013, ve hře Warriors 115–113, kteří zvítězili nad Sacramento Kings.25. prosince byl Green vyhozen z hry Warriors proti Los Angeles Clippers za spáchání faulu na útočníkovi Clippers 'Blake Griffin. .Později v sezóně se dostal na pozici power forward. 14. dubna 2014, v druhé a poslední hře Warriorů v pravidelné sezóně, Green zaznamenal 20 bodů aby pomohl jeho týmu porazit Minnesota Timberwolves 130–120.
Green ukončil sezónu 2013–14, kdy hrál ve všech 82 hrách s 12 starty, přičemž průměroval 6,2 bodů a 5,0 doskoků na hru.

## NBA šampionáty
První šampionát (2014/15)
2. ledna 2015 Green zaznamenal 16 bodů, 11 doskoků a 13 asistencí při 126–105 vítězství nad Toronto Raptors. Green zakončil skvělou sezónu šampionátem NBA a trojnásobným zdvojnásobením ve hře 6 finále NBA, kde místo Andrew Bogut hrál hlavní roli. Stal se šestým hráčem v historii NBA, který zaznamenal trojnásobné zdvojnásobení ve hře NBA Finals, kde se připojil k Magicu Johnsonovi, Larry Birdovi, Jamesu Worthymu, Timu Duncanovi a LeBronu Jamesovi.
Druhý šampionát
26. ledna, byl jmenován západní konferenční hvězdnou rezervou pro 2017 NBA hvězdná hra roku.Green pomohl Warriors vyhrát jejich druhé mistrovství nad Cleveland Cavaliers ve finále NBA 2017. V noci na konci sezóny byl Green jmenován Defenzivním hráčem roku NBA a stal se prvním hráčem v historii Warriors, který získal cenu.
Třetí šampionát
Ve hře 1 Warriors proti New Orleans Pelicans zaznamenal Green svůj čtvrtý kariérní posteason triple-double s 16 body, 15 doskoků, 11 asistencí, tři krádeže a dva bloky ve vítězství 123–101. Ve hře 4 měl Green 8 bodů, devět doskoků, devět asistencí, čtyři krádeže a dva bloky ve výhře 118–92. S jeho čtvrtým odrazem, Green se stal třetím hráčem v Warriors historii dosáhnout 800 playoff doskoků, první je Wilt Chamberlain (922) a druhý Nate Thurmond (896). Ve hře 7 finále západní konference měl Green 10 bodů, 13 doskoků a pět asistencí, protože Warriors se dostali do finále NBA tím, že porazili Houston Rockets 101–92. Ve třetí hře finále NBA 2018, Green překonal Chamberlaina za nejvíce doskoků v historii play-off Warriors. Warriors pokračovali proti Cavaliars. Warriors vyhráli.

## Osobní život
Draymond Green je manželem Hazel Renee. Má dvě děti Kylu a Draymonda. Jeho příjem je 16,4 milionů USD. 14. listopadu 2015 daroval 3.1 milionu amerických dolarů na Michiganské univerzitě.[zdroj?]